# Pritxtovi
Pritxtovi - Причтовый (rus) - és un khútor del krai de Krasnodar, a Rússia. Es troba a la vora dreta del riu Kirpili. És a 21 km al nord-oest de Timaixovsk i a 83 km al nord de Krasnodar.
Pertany a l'stanitsa de Rogóvskaia.